# Fluoroform
A fluoroform a CHF3 képletű kémiai vegyület, a (CHX3 képletű, ahol X = halogén) haloform vegyületek (trihalogénmetánok) egyike. A fluoroformot különféle specializált területeken használják fel, a Teflon gyártásának melléktermékeként állítják elő. Kis mennyiségben biológiai úton is keletkezik, a trifluorecetsav dekarboxileződése révén.

## Szintézise
A fluoroformot elsőként Maurice Meslans állította elő 1894-ben, a jodoform és száraz ezüst-fluorid közötti heves reakcióval. Ezt a reakciót Otto Ruff továbbfejlesztette, ezüst-fluorid helyett higany-fluorid és kalcium-fluorid keverékét használta. A halogén kicserélődési reakció jodoformmal és bromoformmal megy végbe, az első két halogénatom fluorra történő kicserélődése heves reakció. Az első hatékony szintézismódszert, egy kétlépéses eljárást Henne találta ki. Az első lépésben bróm-difluormetánt állított elő bromoform és antimon-trifluorid reakciójával, majd higany-fluoriddal fejezte be a reakciót.

## Ipari alkalmazása
A CHF3-at a félvezetőiparban használják a szilícium-oxid és szilícium-nitrid plazmamaratása során. R-23 vagy HFC-23 jelöléssel hűtőközegként is használják, olykor a trifluor-klórmetán (cfc-13) helyettesítőjeként is, melynek gyártása során melléktermékként is keletkezik.
Tűzoltóanyagként használva a fluoroform a DuPont FE-13 márkanevével kerül forgalmazza. A CHF3 ezen felhasználást kis toxicitása, alacsony reakciókészsége és nagy sűrűsége miatt ajánlják. Korábban a tűzoltórendszerekben HFC-23-at használtak a Halon 1301 [cfc-13b1] helyettesítésére.

### Szerves kémia
A CHF3 olyan reagens, mely deprotonálódással „CF3-”-forrásként szolgál. A molekula gyengén savas, pKs = 25–28. A CF3Si(CH3)3 prekurzora.

## Üvegházgáz
A CHF3 erős üvegházgáz. A Clean Development Mechanism becslése szerint egy tonna légköri HFC-23 hatása azonos 11 700 tonna szén-dioxidéval. Újabb munkák (IPCC, 2007) szerint e mutató – melyet 100 éves globális felmelegedés potenciálnak is neveznek – értéke valamivel magasabb, 14 800.
Légköri élettartama 270 év.
A 2007-es IPCC klímajelentés szerint 2001-ig a légkörben a legnagyobb mennyiségű HFC a HFC-23 volt, ezután haladta ezt meg a gépkocsik klímaberendezésében széles körben használt HFC-134a (1,1,1,2-tetrafluoretán) átlagos koncentrációja. A múltban a HFC-23 globális emisszióját a hűtőközegként használt HCFC-22 (difluor-klórmetán) gyártása során végzett gondatlan HFC-23 előállítás és kibocsátás határozta meg.
Az ENSZ éghajlat-változási keretegyezményének megadott, üvegházgázok kibocsátási értékeket tartalmazó adatbázisa szerint a fejlett országok HFC-23 kibocsátása jelentős csökkenést mutatott az 1990-es évek és 2000-es évek között. Az UNFCCC Tiszta Fejlesztési Mechanizmus (Clean Development Mechanism) projektek 2003-tól anyagi támogatást nyújtottak a fejlődő országoknak, hogy a HCFC-22 előállítás melléktermékeként keletkező HFC-23 mennyiségét csökkentsék. A Meteorológiai Világszervezet ózonnal foglalkozó titkársága (Ozone Secretariat of the World Meteorological Organization) által összeállított adatok alapján az utóbbi években a fejlődő országok váltak a legnagyobb HCFC-22 gyártókká. Az összes HFC kibocsátása szerepel az UNFCCC Kiotói egyezményében. A CHF3 megsemmisíthető elektromos plazmaíves eljárással vagy magas hőmérsékletű égetéssel.

## További fizikai tulajdonságok
| Tulajdonság                                               | Érték                  |
| --------------------------------------------------------- | ---------------------- |
| Sűrűség (ρ) −100 °C-on (folyadék)                         | 1,52 g/cm³             |
| Sűrűség (ρ) −82,1 °C (folyadék)                           | 1,431 g/cm³            |
| Sűrűség (ρ) −82,1 °C (gáz)                                | 4,57 kg/m³             |
| Sűrűség (ρ) 0 °C-on (gáz)                                 | 2,86 kg/m³             |
| Sűrűség (ρ) at 15 °C (gas)                                | 2,99 kg/m³             |
| Dipólusmomentum                                           | 1,649 D                |
| Kritikus nyomás (pc)                                      | 4,816 MPa (48,16 bar)  |
| Kritikus hőmérséklet (Tc)                                 | 25,7 °C (299 K)        |
| Kritikus sűrűség (ρc)                                     | 7,52 mol/l             |
| Kompresszibilitás (Z)                                     | 0,9913                 |
| Acentrikus tényező (ω)                                    | 0,26414                |
| Viszkozitás (η) 25 °C-on                                  | 14,4 μPa·s (0,0144 cP) |
| Állandó térfogaton mért fajlagos moláris hőkapacitás (CV) | 51,577 J·mol−1·K−1     |
| Párolgáshő (lb)                                           | 257,91 kJ·kg−1         |

## Fordítás
Ez a szócikk részben vagy egészben a Fluoroform című angol Wikipédia-szócikk ezen változatának fordításán alapul.  Az eredeti cikk szerkesztőit annak laptörténete sorolja fel. Ez a jelzés csupán a megfogalmazás eredetét és a szerzői jogokat jelzi, nem szolgál a cikkben szereplő információk forrásmegjelöléseként.

### Külső hivatkozások
- International Chemical Safety Card 0577
- MSDS at Oxford University
- MSDS at mathesontrigas.com
- Coupling of fluoroform with aldehydes using an electrogenerated base